# Neo-Geo AES
Pour les articles homonymes, voir Neo-Geo et AES.
 (mai 2009).
Si vous disposez d'ouvrages ou d'articles de référence ou si vous connaissez des sites web de qualité traitant du thème abordé ici, merci de compléter l'article en donnant les références utiles à sa vérifiabilité et en les liant à la section « Notes et références ».
La Neo-Geo, appelée aussi Neo Geo Advanced Entertainment System, est une console de jeu vidéo sortie à la location et à la vente le 26 avril 1990 au Japon.
Conçue par la société japonaise SNK, elle a la particularité d'être, d'un point de vue technique, strictement identique au système d'arcade Neo-Geo MVS, avec lequel elle partage une ludothèque commune. La console est connue pour sa ludothèque de jeux d'arcade 2D de qualité (dont une grande partie est composée de jeux de combat), pour son prix très élevé ainsi que pour sa très grande longévité. Au vu de son prix et de ses caractéristiques par rapport aux consoles concurrentes de la même époque, elle est considérée par certains observateurs comme la « Rolls Royce » des consoles.

## Historique
La console Neo-Geo sort au Japon le 26 avril 1990, le même jour que le système d'arcade Neo-Geo MVS, au prix de 58 000 yens (435 euros courants ou 646 euros constants de 2014), cependant, aucun jeu n'était vendu avec, il fallait obligatoirement les louer.
Au départ, quatre jeux sont disponibles à la location : NAM-1975, MahJong Kyoretsuden, Baseball Stars Professional et Magician Lord, des jeux disponibles au même moment dans les salles d'arcade au format Neo-Geo MVS pour bornes d'arcade. Techniquement, ces jeux pour la console Neo-Geo sont exactement les mêmes que leurs versions arcade. Le marketing de SNK pour sa console Neo-Geo s'appuie d'ailleurs sur cet argument avec comme slogan « Sugoi gēmu o tsurete kaerō » (「凄いゲームを連れて帰ろう」), que l'on peut traduire par « Ramenons de super jeux à la maison ».
La location des jeux pour la console Neo-Geo est disponible jusqu'au 1er juillet 1991, date à laquelle SNK remet en vente sa  console dans un nouvel emballage, au prix de 48 000 yens (soit 360 euros), avec une liste de jeux composée de 17 titres, disponibles à l'achat séparément : onze jeux déjà sortis en location en boite carton réédités dans des boites en plastique et six titres inédits. Ces nouveautés sont Minasan no Okagesama Desu!, Sengoku, Alpha Mission II, Blue's Journey, King of the Monsters et Ghost Pilots. Contrairement aux onze rééditions, les inédits sortent en boites carton et seul l'un d'eux est réédité plus tard en boite plastique (Minasan no Okagesama Desu!).
Durant les premiers mois, les jeux sortent au même moment sur console de salon et en arcade mais, courant 1991, les versions console sortent environ trois mois après les versions pour salles d'arcade. Par exemple, le jeu Burning Fight sort le 20 mai 1991 en arcade, et le 9 août 1991 sur console Neo-Geo.
À partir de juillet 1991, la console Neo-Geo est distribuée aux États-Unis par SNK Corporation of America. Initialement prévue pour être vendue à 599 $, la console sort finalement en deux packs différents. Le premier, dit « Gold System » à 649,99 $, comprend la console et deux arcade sticks, une carte mémoire et un jeu au choix entre Baseball Stars Professional et NAM-1975. Plus tard, le pack inclura d'office le jeu Magician Lord. Le second, dénommé « Silver System », est vendu 399,99 $ sans jeu et avec un seul stick. Les jeux sont vendus 200 $, prix très élevé pour l'époque, et qui limite la console à un marché de niche.
La console Neo-Geo profite énormément du succès dans les salles d'arcade du système Neo-Geo MVS, essentiellement avec des jeux comme Fatal Fury (1991), Fatal Fury 2 (1992), Art of Fighting (1992), Samurai Shodown (1993) et plus tard la série des King of Fighters, tous développés en interne par les studios SNK. Ces jeux, extrêmement populaires dans les salles d'arcade du monde entier, sont portés sur console trois mois après leur sortie en arcade, dans des versions strictement identiques, ce qui est unique à l'époque.
Les ventes de la console décollent et malgré les sorties, fin 1994, des consoles PlayStation et Sega Saturn, la Neo-Geo continue à se vendre auprès d'un public fidèle. La fabrication de la Neo-Geo est arrêtée en 1997, mais des nouveaux jeux continuent d’être mis sur le marché bien après cette date. En France, la console a été distribuée officiellement par la société Guillemot jusqu'en 1995.
Les développeurs vont tirer la quintessence de la Neo-Geo avec des jeux de plus en plus aboutis, aux graphismes et aux animations en 2D supérieurs à ce que proposent les consoles concurrentes de cinquième génération, pourtant bien plus récentes. Des jeux tels que The Last Blade (1997) ou Garou: Mark of the Wolves (1999) en sont la preuve. Jusqu'à la fin de son activité (octobre 2001), la société SNK soutient sa console en continuant à sortir des versions AES de ses hits d'arcade Neo-Geo MVS avec, comme ultime titre maison, The King of Fighters 2000. Après cette dernière sortie signée SNK, la société SNK Playmore, qui lui succède, continue à adapter les sorties de bornes d'arcade MVS sur la Neo-Geo, toutefois en relativement peu d'exemplaires. Neuf jeux sont édités entre 2002 et 2004 ; le dernier jeu officiel, Samurai Shodown V Special, sort le 19 octobre 2004, plus de quatorze ans après le lancement de la console.
Bien qu'étant officiellement "morte", la Neo-Geo connait dès 2006 une nouvelle phase d'exploitation avec la sortie du jeu Last Hope, premier titre développé par le petit studio NG:DEV.TEAM. Studio qui se montrera par la suite assez prolifique en commercialisant d'autres jeux indé entre 2010 et 2019 (par ordre chronologique: Fast Striker, Last Hope Pink Bullets, Gunlord, Neo XYX, Razion, Kraut Buster). En parallèle, d'autres jeux plus ou moins ambitieux voient également le jour - certaines productions étant particulièrement minimalistes (Knight's Chance en 2013 par exemple), là où d'autres se montrent bien plus convaincantes (ce qui est le cas, entre autres, de Xeno Crisis sorti en 2019). L'engouement pour le neo-retrogaming est tel, que depuis 2024, la scène indé Neo-Geo connait un pic d'activité sans précédent: plusieurs nouvelles cartouches ayant été annoncées/commercialisées (Gladmort, Vengeance Hunters, Project Neon, Cyborg Force, Daemon Claw, Operation Killmeister, Captain Barrel, Shadow Gangs Zero, Sovietborgs, CopperStorm...). Sans compter les jeux déjà existants amenés à sortir sur Neo-Geo (sont prévus: Final Vendetta, Battle Axe, Demons of Asteborg DX, Double Dragon One, Bad Dudes). Souvent, le débat fait rage au sein de la communauté de fans afin de déterminer si ces titres sont dignes ou non de sortir sur la Rolls des consoles - le niveau d'exigence y étant particulièrement élevé. Force est de constater que ces réalisations modernes peinent à rivaliser avec celles de l'époque et clairement, certaines s'en sortent bien mieux que d'autres. Ces productions ne sont pas approuvées par SNK et ne revêtent donc aucun caractère officiel (mais restent toutefois tolérées). Ces créations sont souvent produites en petites quantités (quelques dizaines ou centaines d'exemplaires tout au plus). Avec le temps, certaines pièces rares voient leur valeur augmenter, ce qui ne rebute pas certains collectionneurs prêts à payer 2 ou 3 fois le prix d'origine. Les développeurs de ces jeux peuvent être des professionnels ou des amateurs œuvrant sur leur temps libre.   
Le système Neo-Geo est, avec l'Atari 2600 (1977 à 1991), le système le plus longtemps exploité par sa société éditrice originale de l'histoire du jeu vidéo, dépassant même la Game Boy[réf. nécessaire].
Ses capacités 2D hors-normes, sa longévité, ses jeux marquants et son prix élevé en 1990, font de la Neo-Geo un objet de fantasme pour de nombreux joueurs (d'époque mais également actuels). Elle a été souvent surnommée la « Rolls Royce des consoles » (notamment par les magazines d'époque Consoles+ ou Joypad).
En janvier 2012 la société SNK Playmore annonce le lancement de la Neo-Geo X : une console portable permettant de jouer à des conversions issues du catalogue Neo-Geo original. La société annonce également une version Gold de la Neo-Geo X permettant d'afficher le jeu lancé sur la machine portable vers un téléviseur. Le pack Gold doit inclure un dock d'apparence similaire au système Neo-Geo original, et un arcade stick, également copié sur celui accompagnant la console originale. La console est dotée de quatre boutons supplémentaires par rapport à la machine originale (L1, L2, R1 et R2, absents du stick Gold). 
Le lancement de la Neo-Geo X, créée par la société TOMMO avec accord de SNKP, a lieu fin décembre 2012, d'abord en version Gold uniquement ; la version standard, sans dock ni manette, sort courant 2013, avec vingt jeux livrés dans la mémoire interne de la machine.

## Descriptif

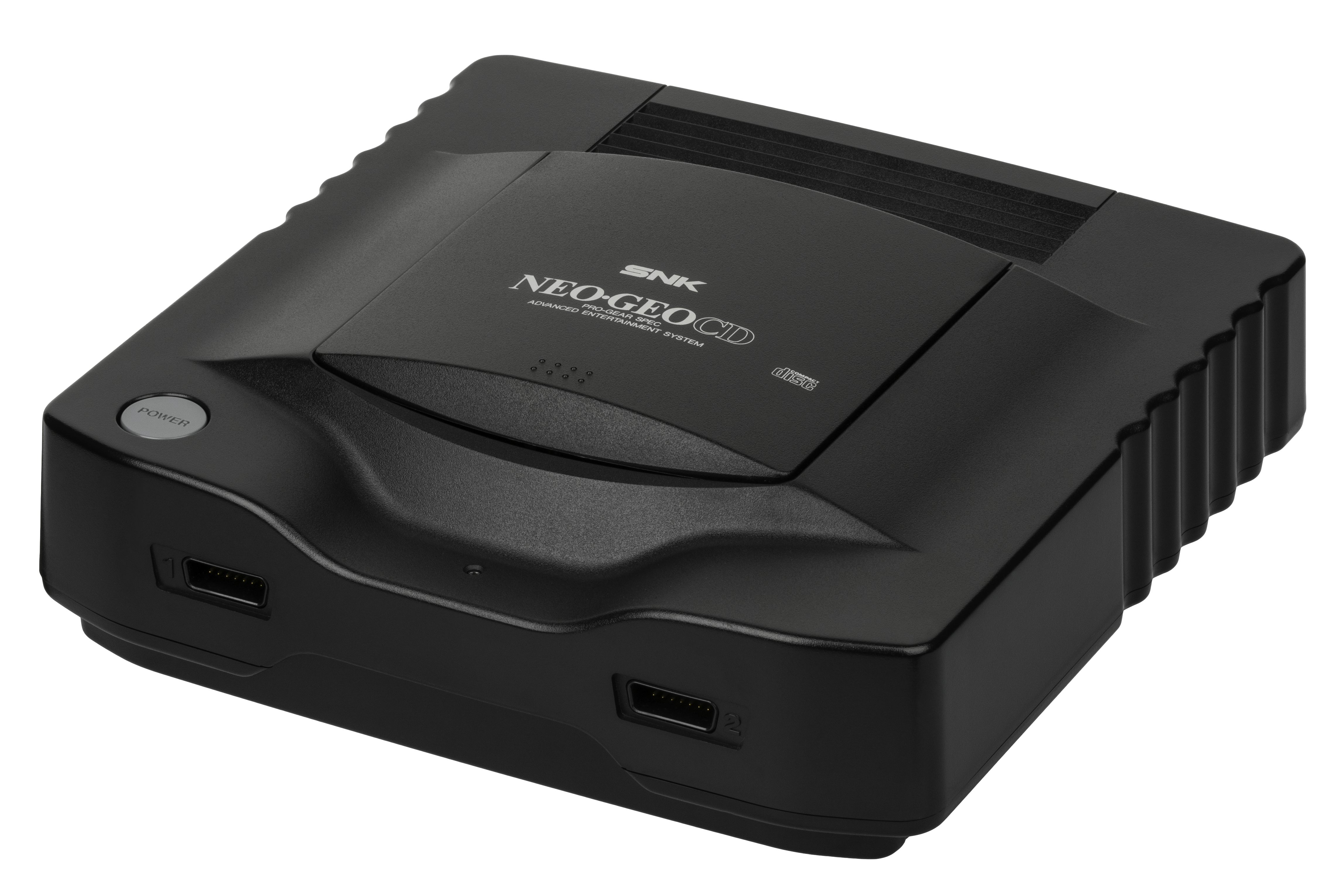
La Neo-Geo CD.

La version domestique de la Neo-Geo est connue sous le nom d'AES (Advanced Entertainment System), probablement par analogie à la NES Nintendo Entertainment System qui dominait alors le marché des consoles 8 bits.
Il est à noter que certains jeux en version occidentale sont extrêmement prisés des collectionneurs, comme Metal Slug, Neo Turf Masters, Ninja Masters ou encore les rarissimes Kizuna Encounter et Ultimate 11. On compterait moins de 10 copies connues de jeux tels Ultimate 11 et Kizuna Encounter en version européenne. Le prix pouvant, suivant l'état général du jeu, atteindre des sommes folles allant de plusieurs milliers à quelques dizaines de milliers d'euros.
SNK a décliné sa console en d'autres modèles :
D'abord pour rendre la console plus abordable financièrement, en utilisant le support CD-ROM pour les jeux (à noter que les temps de chargement étaient excessivement longs) :
- Neo-Geo CD : existe en deux versions, la 1re est dotée d'un lecteur CD  « à tiroir » (plus rare). La seconde possède un lecteur CD « à capot » (plus répandue) ;
- Neo-Geo CDZ, grâce à laquelle les temps de chargement sont alors divisés par deux.

Ensuite pour succéder à la Neo-Geo :
- Hyper Neo-Geo 64 uniquement sorti en arcade car le succès attendu n'arriva pas et la version console ne vit jamais le jour.

Deux consoles portables ont également vu le jour :
- la Neo-Geo Pocket ;
- la Neo-Geo Pocket Color.

## Jeux

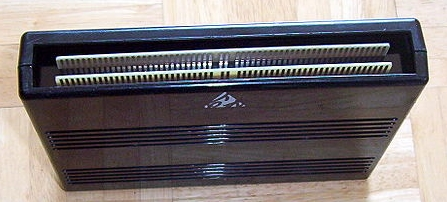
Une cartouche Neo-Geo MVS. Les deux PCB sont légèrement plus longs que sur les cartouches AES, pour assurer une incompatibilité volontaire (dates de sorties, packaging, tarifs, etc.).
Entre une version AES et MVS, les ROM des cartouches sont cependant strictement identiques. La carte mère MVS ou AES se charge ensuite d’exécuter la version du jeu adéquate, en se basant sur son BIOS spécifique.

Le système Neo-Geo est réputé pour ses jeux de qualité qui continuent à être appréciés de nombreuses années après leur commercialisation. Parmi la cent cinquantaine de jeux sortis, plusieurs séries de jeux se sont démarquées :
- Art of Fighting (combat)
- Fatal Fury (combat)
- The King of Fighters (combat)
- Super Sidekicks (football)
- Metal Slug (action)
- Samurai Shodown (combat au sabre)

Le dernier jeu à avoir vu le jour est Samurai Spirits Zero Special, commercialisé le 19 octobre 2004. Certaines séries (The King of Fighters, Metal Slug, Samurai Shodown) continuent cependant à vivre sur d'autres systèmes d'arcade, comme l'Atomiswave, le Taito Type X² ou d'autres consoles de jeux (PS2, DS, PS3, PS4...).

## Spécifications techniques
Bien qu'initialement commercialisé sous une appellation « MAX 330 MEGA - PRO GEAR SPEC », le hardware de la machine permet d'adresser de base un total de 1297,5 Mb. Certaines zones mémoire ont cependant rapidement été agrandies en utilisant la technique du bank switching (Mémoire paginée), agrandissant notamment l'espace destiné aux programmes 68000 et Z80.
La console Neo-Geo est équipée de deux microprocesseurs : un Motorola 68000 cadencé à 12 MHz et Zilog Z80 8 bits cadencé à 4 MHz. Une puce vidéo personnalisée permet à la Neo-Geo d’afficher jusqu'à 380 sprites simultanément. Les sprites sont composés de tiles (blocs carrés de 16x16 pixels), chacune pouvant se voir affecter une palette de 15 couleurs (+ la transparence). La console pouvant gérer jusqu'à 256 palettes en même temps, c'est un total de 3840 couleurs qui peuvent être affichées à l'écran. Les sprites peuvent être réduits, mais non agrandis (technique utilisée dans des jeux tels que Art of Fighting ou Samurai Shodown entre autres). Pour la partie sonore, la puce Yamaha YM2610 permet de jouer 15 canaux, dont 7 réservés spécifiquement aux effets sonores.
Une des particularités de l'architecture du chip graphique SNK est qu'il peut accéder directement à un read ROM de la cartouche, sur ordre du processeur, sans passer par le bus système pour la lecture de la ressource graphique (ordre CPU ⇒ GPU ⇔ ressource graphique ⇒ affichage). Ce qui libère le processeur pour d'autres calculs. Cette optimisation, parmi d'autres, a permis de sortir des titres aux graphismes et animations 2D très riches.
| Comparatif technique entre le Neo-Geo et les consoles de l'époque | Comparatif technique entre le Neo-Geo et les consoles de l'époque | Comparatif technique entre le Neo-Geo et les consoles de l'époque | Comparatif technique entre le Neo-Geo et les consoles de l'époque |
| ----------------------------------------------------------------- | ----------------------------------------------------------------- | ----------------------------------------------------------------- | ----------------------------------------------------------------- |
| Vert : Capacité plus importante                                   |                                                                   |                                                                   |                                                                   |
|                                                                   | NeoGeo MVS                                                        | Mega Drive                                                        | Super NES                                                         |
| CPU                                                               | Motorola 68000 16/32 bits 12 MHz                                  | Motorola 68000 16/32 bits 7,67 MHz                                | WDC 65c816 8/16 bits 3,58 MHz                                     |
| Mémoire                                                           | 64 kio de RAM de travail 68 kio de RAM vidéo                      | 64 kio de RAM de travail 64 kio de RAM vidéo                      | 128 kio de RAM de travail 64 kio de RAM vidéo                     |
| résolution                                                        | 320×224 (320×240 à 50Hz)                                          | 320×224                                                           | 256×224 512×440 possible                                          |
| Couleurs                                                          | 65 536 possibles 3 840 simultanées                                | 512 possibles 64 simultanées                                      | 32 768 possibles 256 simultanées                                  |
| Sprites simultanés                                                | 380 sprites                                                       | 80 sprites 3 plans de fonds                                       | 128 sprites 4 plans de fonds                                      |
| Taille de sprite mini/maxi                                        | Programmables 16×16 pixels jusqu'à 16×512 pixels                  | 8x8 pixels 32×32 pixels                                           | 8×8 pixels 64x64 pixels                                           |
| Son                                                               | Yamaha YM2610 15 Canaux                                           | Yamaha YM2612 6 Canaux                                            | Sony SPC700 8 Canaux                                              |
| Média                                                             | Cartouche 1297,5 Mb (162 Mio)                                     | Cartouche 40 Mb (5 Mio)                                           | Cartouche 72 Mb (9 Mio)                                           |

Les spécifications détaillées de la machine sont :
- Processeur : Motorola 68000 (12 MHz)
- Processeur Sonore : Zilog Z80A (4 MHz) + YM2610 (8 MHz)
- Rendu Sonore : YM2610 - (8 MHz)
  - 3 voies PSG
  - 4 voies FM
  - 7 voies PCM
    - 1 voie ADPCM 4 bits de 1,8 à 55 kHz
    - 6 voies ADPCM 4 bits à 18 kHz
- Résolution graphique : 320×224 pixels (320×240 à 50Hz)
- Palette : 65536 couleurs
- Couleurs simultanées : 3840
- Sprites simultanés : 380
- Taille minimale des sprites : 16×16
- Taille maximale d'un sprite : 16×512
- RAM : 64 kio de mémoire de travail,
- RAM : 74 kio de mémoire vidéo
  - 64 kio de mémoire vidéo principale
  - 2 kio de "fast video"
  - 8 kio de "palette RAM"
- RAM : 2 kio de mémoire dédiée au Z80
- Sauvegarde : carte mémoire amovible

## Numéro NGH
Chaque jeu Neo-Geo AES est identifiable suivant un code appelé NGH (ou numéro NGH/NGM - Identifiant des jeux sur AES: NGH pour NeoGeo Home ; côté MVS: NGM pour NeoGeo MVS). Ce numéro sert essentiellement à différencier les cartouches pour le système de sauvegarde. À chaque chargement ou lecture de sauvegarde, le système mémorise les informations sous ce code pour plus tard les réutiliser.